# Петя по дороге в Царствие Небесное (фильм)
«Петя по дороге в Царствие Небесное» — художественный фильм режиссёра Николая Досталя, снятый по одноимённой повести Михаила Кураева.
Фильм снимался в Кандалакше, Зеленоборском и Кировске.

## Сюжет
Действие фильма происходит в феврале-марте 1953 года, накануне и после смерти Сталина. События в картине разворачиваются в городе Кандалакша. 
Здесь живёт городской дурачок Петя, страдающий корсаковской болезнью. Ему постоянно кажется, что он милиционер, и он занимается, как ему кажется, важным гаишным делом: проверяет у водителей права и путёвки, контролирует исправность автомашин. Он так и представляется — инспектор Петя. Почти никто в городе Петю не обижает, никто не пытается не подчиняться Пете. Если над ним и шутят, то по-доброму. Начальник НиваГЭСстроя Коновалов подыгрывает Пете, когда тот проверяет документы у его водителя, так же поступают и все местные водители. 
Старшина милиции обращается с Петей так, словно он и правда инспектор ГАИ, с пониманием относится к его просьбе выдать наган «хотя бы и без патронов» и через несколько дней вручает ему деревянный пистолет. Исключение составляет начальник местной колонии полковник Богуславский. Когда Петя пытается проверить его автомашину, он жестко ругает его и выбрасывает Петин деревянный пистолет.
Петя отзывчив и помогает всем, как может. Он готов наколоть дров, подсадить на попутную машину до станции местную прачку. Петя не знает, круглая ли Земля, не знает, что 30 больше 25 (в самом начале фильма этим он озадачил двух конвоиров зоны ГУЛАГа), но от него веет душевной теплотой и искренностью.
Он долго переживает, что по своей неловкости в столовой обидел Коновалова.
Во время одной из проверок Петя получает ожог руки и попадает на приём к жене полковника Богуславского, которая работает врачом в местной поликлинике, он по-детски влюбляется в неё. Богуславский намного старше жены и подозревает ее в изменах, поэтому он затевает разговор с ее коллегой Иоффе, требуя чтобы тот докладывал ему информацию о поведении его жены, намекая на его еврейское происхождение (в СССР в то время раскручивалось т.н. "дело врачей" и шла борьба с космополитизмом). Иоффе соглашается, но по ее инициативе сам вступает в интимную связь с Ириной.
Грядут выборы в Верховный Совет СССР, и в Кандалакшу на встречу с избирателями приезжает кандидат в депутаты, народный артист СССР Николай Константинович Черкасов. Он сидит в президиуме собрания, делает важный вид, но откровенно зевает и скучает от официальных речей. Встретившись с Петей глазами, Черкасов преображается. Заметив, как Петя перемигнулся с Черкасовым, оживает и зал.
Приходит известие о болезни, а затем и о смерти Сталина. Петя не понимает, чему радуются зеки, ведь умер вождь. Сам он вешает на дом флаг с траурными лентами. Богуславский тем временем сокрушается, что сразу после смерти Сталина было прекращено т.н. "дело врачей".
Из расположенной рядом с городом тюремной зоны совершают побег двое заключённых. Первого ловят на чердаке близлежащего дома. На поимку второго отправляется группа конвойных, к которой присоединяется Петя. Этот день становится самым последним в его жизни — его по ошибке застрелил один из конвойных.

## В ролях
- Егор Павлов — Петя
- Александр Коршунов — Коновалов
- Роман Мадянов — полковник Богуславский
- Светлана Тимофеева-Летуновская — Ирина, жена полковника Богуславского
- Евгений Редько — хирург Иоффе
- Светлана Улыбина — мать Пети
- Николай Мачульский — капитан Яркин
- Мария Звонарёва — Дуся
- Владимир Капустин — старшина милиции
- Юрий Пономаренко — капитан Топольник, начальник конвоя

## Съёмочная группа
- Режиссёр-постановщик: Николай Досталь
- Сценарист: Михаил Кураев
- Оператор-постановщик: Алишер Хамидходжаев
- Композитор: Алексей Шелыгин
- Художник: Алим Матвейчук
- Запись музыки: Геннадий Папин
- Симфонический оркестр кинематографии
  - Дирижёр: Сергей Скрипка

## Награды
- 31-й Московский международный кинофестиваль. Первая премия («Золотой Святой Георгий») (2009 год)[4]
- 2010 г. — победитель премии Ника за 2009 год в номинациях «Лучшая музыка к фильму» (Шелыгин Алексей) и «Лучшая мужская роль второго плана» (Роман Мадянов).